# Mónaco en los Juegos Olímpicos de México 1968
Mónaco estuvo representado en los Juegos Olímpicos de México 1968 por dos deportistas masculinos que compitieron en tiro deportivo.
El equipo olímpico monegasco no obtuvo ninguna medalla en estos Juegos.